# Могілатов Денис Олександрович
Денис Олександрович Могілатов (рос. Денис Александрович Могилатов; нар. 2 червня 1988, Ярославль) — білоруський хокеїст. Виступав на позиції нападника.
Розпочав кар'єру в резервній команді ярославського «Локомотива». Виступав за «Юніор» (Мінськ), «Керамін-2» (Мінськ), «Керамін» (Мінськ), ХК «Могильов».
В чемпіонатах Білорусі — 145 матчів (11+18) в Екстралізі і 148 матчів (53+37) у Вищій лізі. В Кубку Білорусі провів 11 матчів (2+1).
2013 року завершив кар'єру гравця.